# Постоянное представительство Российской Федерации при ООН в Нью-Йорке

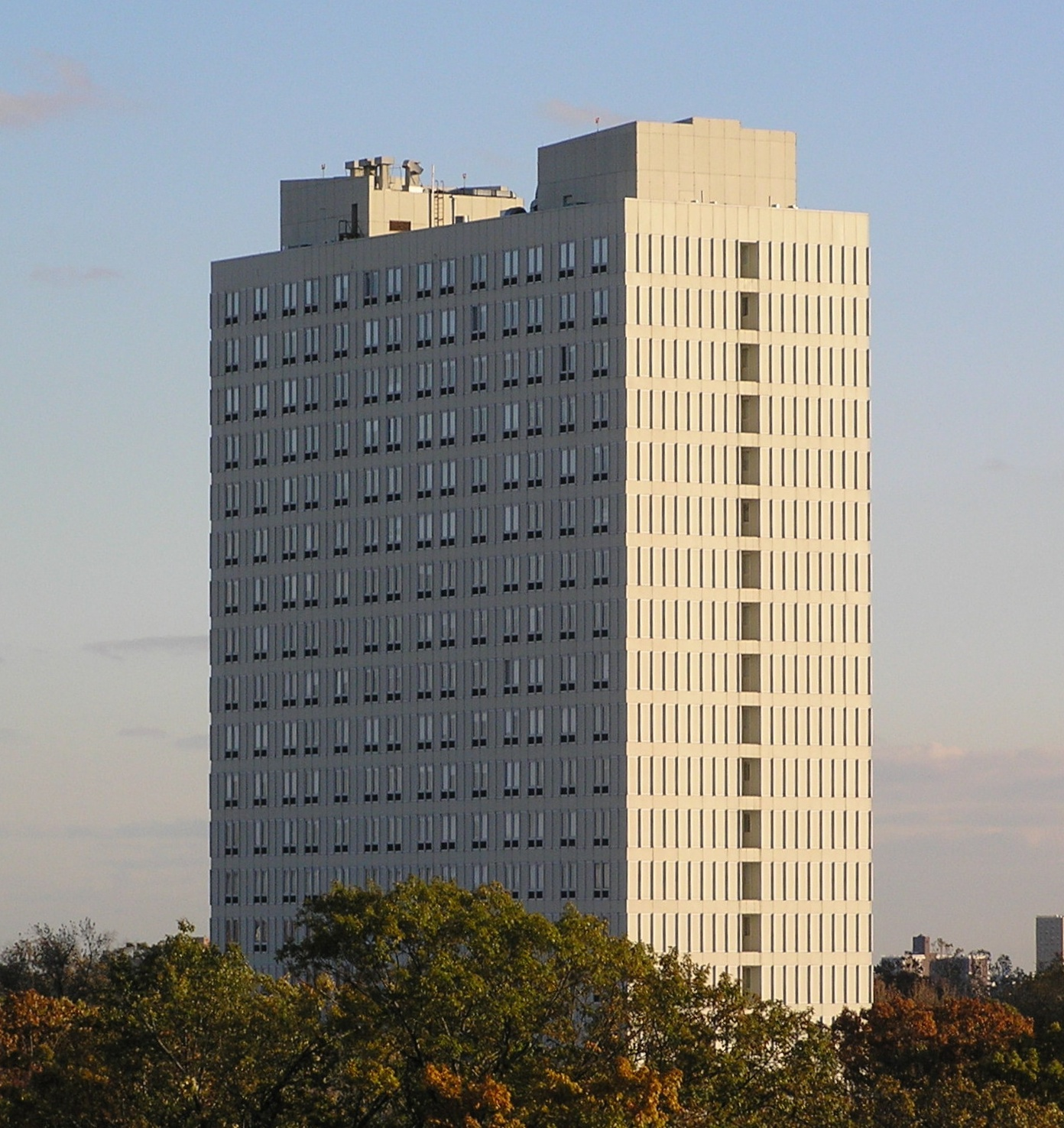
жилой комплекс с 20-этажным зданием представительствa Российской Федерации при ООН в г. Нью-Йорк (1974-)

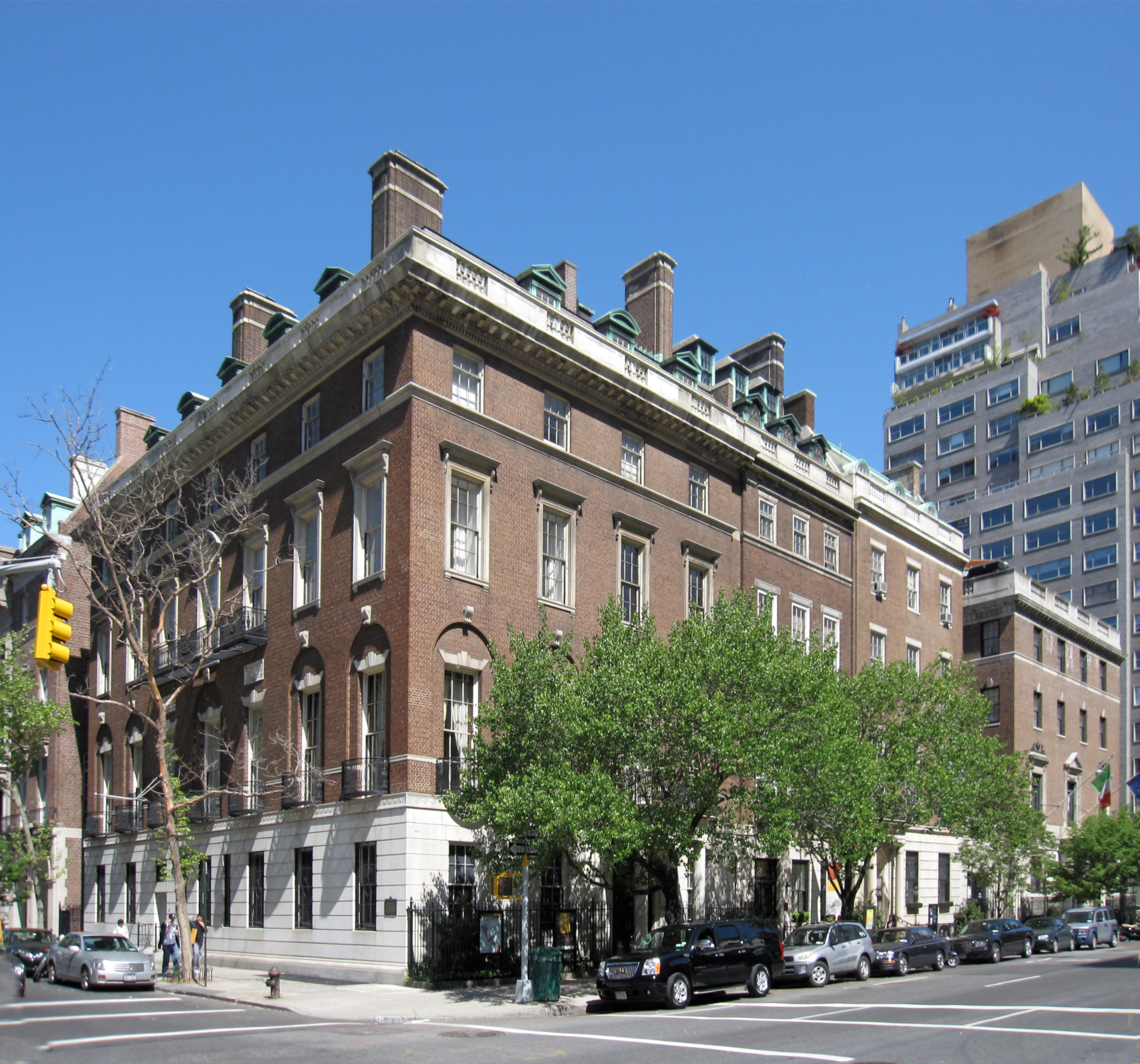
Первое представительство в доме Перси Р. Пайна (1948-1964)

Постоянное представительство Российской Федерации при ООН в г. Нью-Йорк (The Permanent Mission of the Russian Federation to the United Nations in New York) — дипломатическое представительство Российской Федерации при ООН со штаб-квартирой в Нью-Йорке.
Постоянный представитель России при ООН заседает в Совете Безопасности ООН, где он имеет право вето.

## История
В 1948—1964 годах представительство находилось в доме Перси Р. Пайна (Percy R. Pyne House), построенного по проекту архитектурной фирмы Макким, Мид энд Уайт с 1909 по 1911 и расположенного по адресу Парк-авеню 680, ранее занимавшимся представительством Китая в Организации Объединенных Наций (1947—1948 годы). В 1960 году Никита Хрущёв выступал с балкона здания (в основном для представителей прессы).
С 1964 года Постпредство расположено в 13-этажном здании 1961 года по адресу: улица 67 Восточная 136. В качестве субарендатора здание также имеет постоянное представительство Беларуси и Украины. Представительство также включает жилой комплекс с 20-этажным зданием 1974 года в районе Ривердейл на Западной 255-й улице 355 (с 240 квартирами, средней школой, медпунктом, спортивным залом, бассейном, магазином беспошлинной торговли, актовым залом, подземным гаражом на 100 автомобилей). Два объекта на Лонг-Айленде, приобретенные в 1952 году: русским поместьем Элмкрофт (Elmcroft Estate) 1918 года в Ойстер-Бэй (Oyster Bay) (38 номеров) и приобретенные в 1951 году в Килленворт (Killenworth) в стиле Тюдоров собственность (спроектированная Троубриджем и Акерманом) 1912 года на Досорис-лейн в Глен-Ков (Glen Cove) (49 номеров). Первый служил резиденцией Вячеслава Молотова, а второй служил Никитой Хрущевым (в 1960 и 1963 годах), а также Фиделем Кастро.